# Gustav von Schmoller (dyplomata)
Gustav von Schmoller (ur. 7 lutego 1907 w Berlinie, zm. 11 lutego 1991) – niemiecki prawnik, wyższy urzędnik i dyplomata; ambasador Niemiec w Szwecji.
Syn Ludwiga von Schmollera (1872-1951) – pruskiego majora i Pauli Breymann (1883-1956), wnuk Gustava von Schmollera – znanego ekonomisty.
Studiował prawo, a w 1930 i 1935 r. zdał państwowe egzaminy prawnicze. Od 1935 do 1939 był zatrudniony w ministerstwie gospodarki Rzeszy. W 1941 r. uzyskał tytuł doktora nauk prawnych. W czasie II wojny światowej pracował w Pradze, w rządzie protektora Czech i Moraw, popierając agresywną politykę Hitlera.
Po wojnie zajmował wyższe stanowiska urzędnicze. W 1947 r. zakładał, jako referent spraw konstytucyjnych i okupacyjnych w urzędzie kanclerza Wirtembergii-Hohenzollern, „Instytut spraw okupacyjnych” („Institut für Besatzungsfragen”), którym kierował do 1952 r. W 1948 r. został członkiem konwentu konstytucyjnego, który opracował założenia konstytucji RFN. Działał także jako współpracownik Carlo Schmida – pełnomocnika kraju Wirtembergia-Hohenzollern.
W 1952 r. przeniósł się do służby dyplomatycznej. Od 1956 do 1960 r. w ambasadzie w Atenach, do 1962 w centrali, do 1964 generalny konsul w Stambule, do 1968 ambasador w Sztokholmie. Zrezygnował po tym, jak media wyniosły na światło dzienne jego okupacyjny życiorys.